# Élections législatives de 1988 dans la Meuse
Les élections législatives françaises de 1988 se déroulent les 5 et 12 juin 1988. Dans le département de la Meuse, deux députés sont à élire dans le cadre de deux circonscriptions.

## Élus
| Circonscription | Député sortant        | Parti                 | Parti                 | Député élu ou réélu | Parti | Parti    |
| --------------- | --------------------- | --------------------- | --------------------- | ------------------- | ----- | -------- |
| 1re             | Scrutin proportionnel | Scrutin proportionnel | Scrutin proportionnel | Gérard Longuet      |       | UDF (PR) |
| 2e              | Scrutin proportionnel | Scrutin proportionnel | Scrutin proportionnel | Jean-Louis Dumont   |       | PS       |

## Positionnement des partis
L'UDF et le RPR se présentent unis sous l'étiquette « Union du Rassemblement et du Centre » tandis que les candidats du Parti socialiste se rangent sous la bannière de la « Majorité présidentielle pour la France unie », slogan de la campagne présidentielle de François Mitterrand.

## Résultats

### Résultats à l'échelle du département
| Parti          | Parti                               | Premier tour | Premier tour | Second tour | Second tour | Sièges |
| Parti          | Parti                               | Voix         | %            | Voix        | %           | Sièges |
| -------------- | ----------------------------------- | ------------ | ------------ | ----------- | ----------- | ------ |
|                | Union pour la démocratie française  | 42 929       | 44,21        | 53 755      | 51,35       | 1      |
|                | Divers droite                       | 1 274        | 1,31         |             |             | 0      |
|                | Union du Rassemblement et du Centre | 44 203       | 45,52        | 53 755      | 51,35       | 1      |
|                |                                     |              |              |             |             |        |
|                | Parti socialiste                    | 40 375       | 41,58        | 50 929      | 48,65       | 1      |
|                | La France unie                      | 40 375       | 41,58        | 50 929      | 48,65       | 1      |
|                |                                     |              |              |             |             |        |
|                | Front national                      | 6 658        | 6,86         |             |             | 0      |
|                | Parti communiste français           | 5 874        | 6,05         | 0           |             |        |
|                |                                     |              |              |             |             |        |
| Inscrits       | Inscrits                            | 140 313      | 100,00       | 140 300     | 100,00      | 2      |
| Abstentions    | Abstentions                         | 41 254       | 29,4         | 33 327      | 23,75       |        |
| Votants        | Votants                             | 99 059       | 70,6         | 106 973     | 76,25       |        |
| Blancs et nuls | Blancs et nuls                      | 1 949        | 1,97         | 2 289       | 2,14        |        |
| Exprimés       | Exprimés                            | 97 110       | 98,03        | 104 684     | 97,86       |        |

### Résultats par circonscription

#### Première circonscription (Bar-le-Duc)
| Candidat       | Candidat                     | Parti          | Premier tour | Premier tour | Second tour | Second tour |  |
| Candidat       | Candidat                     | Parti          | Voix         | %            | Voix        | %           |  |
| -------------- | ---------------------------- | -------------- | ------------ | ------------ | ----------- | ----------- |  |
|                | Gérard Longuet sortant réélu | UDF (PR) (URC) | 27 175       | 49,04        | 32 490      | 54,26       |  |
|                | François Dosé                | PS             | 22 163       | 40           | 27 385      | 45,74       |  |
|                | Michel Gripon                | FN             | 3 481        | 6,28         |             |             |  |
|                | Bernard Serrier              | PCF            | 2 591        | 4,68         |             |             |  |
|                |                              |                |              |              |             |             |  |
| Inscrits       | Inscrits                     | Inscrits       | 78 707       | 100,00       | 78 708      | 100,00      |  |
| Abstentions    | Abstentions                  | Abstentions    | 22 276       | 28,3         | 17 749      | 22,55       |  |
| Votants        | Votants                      | Votants        | 56 431       | 71,7         | 60 959      | 77,45       |  |
| Blancs et nuls | Blancs et nuls               | Blancs et nuls | 1 021        | 1,81         | 1 084       | 1,78        |  |
| Exprimés       | Exprimés                     | Exprimés       | 55 410       | 98,19        | 59 875      | 98,22       |  |

#### Deuxième circonscription (Verdun)
| Candidat       | Candidat                        | Parti          | Premier tour | Premier tour | Second tour | Second tour |  |
| Candidat       | Candidat                        | Parti          | Voix         | %            | Voix        | %           |  |
| -------------- | ------------------------------- | -------------- | ------------ | ------------ | ----------- | ----------- |  |
|                | Jean-Louis Dumont sortant réélu | PS             | 18 212       | 43,67        | 23 544      | 52,54       |  |
|                | Claude Biwer                    | UDF (AD) (URC) | 15 754       | 37,78        | 21 265      | 47,46       |  |
|                | Daniel Mayer                    | PCF            | 3 283        | 7,87         |             |             |  |
|                | Jean Sivigny                    | FN             | 3 177        | 3,06         |             |             |  |
|                | Jean-Paul Mantout               | Divers droite  | 1 274        | 3,06         |             |             |  |
|                |                                 |                |              |              |             |             |  |
| Inscrits       | Inscrits                        | Inscrits       | 61 606       | 100,00       | 61 592      | 100,00      |  |
| Abstentions    | Abstentions                     | Abstentions    | 18 978       | 30,81        | 15 578      | 25,29       |  |
| Votants        | Votants                         | Votants        | 42 628       | 69,19        | 46 014      | 74,71       |  |
| Blancs et nuls | Blancs et nuls                  | Blancs et nuls | 928          | 2,18         | 1 205       | 2,62        |  |
| Exprimés       | Exprimés                        | Exprimés       | 41 700       | 97,82        | 44 809      | 97,38       |  |